# Ecnomus tamiok
Ecnomus tamiok är en nattsländeart som beskrevs av Cartwright 1998. Ecnomus tamiok ingår i släktet Ecnomus och familjen trattnattsländor. Inga underarter finns listade i Catalogue of Life.